# 12937 Premadi
12937 Premadi este o planetă minoră (asteroid), cu un diametru de 10,584 km, din centura de asteroizi. A fost descoperită pe 24 septembrie 1960 la Observatorul Palomar de Cornelis Johannes van Houten. 
Obiectul prezintă o orbită caracterizată de o semiaxă mare de 2,6193541 UAi, o excentricitate de 0,18, o înclinație de 11,10815 ° în raport cu ecliptica.